# 所沢市立中央中学校
所沢市立中央中学校（ところざわしりつ ちゅうおうちゅうがっこう）は、埼玉県所沢市並木にある公立中学校。

## 沿革
- 1979年3月26日 - 所沢市条例により所沢市立中央中学校と命名
- 1979年4月1日 - 新設校として開校
- 1980年1月21日 - 校服を制定10月6日を開校記念日と制定
  - 由来は隣接する所沢市立並木小学校と第1回運動会を合同開催した日によるもの。
- 1980年2月12日 - 校章制定
- 1982年3月10日 - 体育館完成
- 1982年7月13日 - プール完成
- 1984年2月10日 - 校歌制定
- 1990年2月8日 - 生徒会憲章制定
- 1998年7月4日‐開校20周年式典挙行
- 2000年4月1日 - 防衛医科大学校病院内に院内学級「ひまわり」を開級
- 2008年10月25日‐開校30周年式典挙行
- 2018年8月31日‐木質化工事完了
- 2018年11月10日‐開校40周年式典挙行

## 学校教育目標
- 心豊かに
- 学び合い
- たくましく未来を開く生徒

## 部活動
運動部
- 陸上部　1990年代から全日本中学校陸上競技選手権大会、ジュニアオリンピック、全国中学校駅伝大会に出場実績あり
- 野球部
- サッカー部
- ソフトボール部（男・女）（男子は野球部を引退した生徒）男女ともに全国大会出場あり
- テニス部（男・女）
- バレーボール部（女子）
- バスケットボール部（男・女）
- 卓球部

文化部
- 吹奏楽部
- 美術部
- 囲碁・将棋・ボランティア部

## 委員会
- 学級委員会
- 体育委員会
- 環境委員会
- 保健委員会
- 放送委員会
- 給食委員会
- 図書委員会

## 進学前小学校
- 所沢市立並木小学校
- 所沢市立中央小学校
- 所沢市立若松小学校
- 所沢市立中富小学校区の一部[1]

## 著名な卒業生
- 渡邊恒樹（元プロ野球選手） - 生徒会長を務めた
- 松比良平太（元プロ野球選手）
- 所沢のタイソン(久保広海)（YouTuber）
- ウチノファンタジー（マキタ学級ドラマー）
- 斉藤光洋(旧姓 立川光洋) (楽天インシュアランスホールディングス代表取締役社長）

## 所在地
- 埼玉県所沢市並木6-3

## 交通
- 西武新宿線航空公園駅東口より徒歩15分
- 西武新宿線航空公園駅東口より自転車で5分弱